# Prezzo
Prezzo és un antic municipi italià dins de la província de Trento. L'any 2010 tenia 402 habitants. Limitava amb els municipis de Bersone, Castel Condino i Pieve di Bono.
L'1 de gener 2016 es va fusionar amb el municipi de Pieve di Bono creant així el nou municipi de Pieve di Bono-Prezzo, del qual actualment és una frazione.

## Administració
| Període | Identitat          | Partit        |
| ------- | ------------------ | ------------- |
| 2005-   | Celestino Boldrini | Llista cívica |